# Херман Бургер
Херман Бургер (на немски: Hermann Burger) е швейцарски писател, автор на романи, разкази, стихотворения и научни трудове.

## Биография
Херман Бургер прекарва детството си в заможно буржоазно семейство в Менцикен, кантон Ааргау. Баща му е застрахователен инспектор и скулптор, а майка му – учителка по семейна икономика.
Художествените дарби на Бургер се проявяват рано – наред с писането и рисуването, също в областта на музиката; като млад Бургер свири на три инструмента в джазформация. След като полага матура, изучава четири семестъра архитектура, а после следва германистика и история на изкуството в Цюрихския университет.
През 1973 г. Бургер защитава дисертация върху езика на Паул Целан при литературоведа Емил Щайгер. Хабилитира се с изследване върху съвременната швейцарска литература и от 1975 г. става приватдоцент по немска литература във Федералния институт по технологии, Цюрих, а също редактор в културния отдел на в. „Ааргауер тагблат“.
От 1987 г. Херман Бургер е член на Немската академия за език и литература в Дармщат.
Писателят умира през 1989 г. от свръхдоза медикаменти.

## Творчество
Интересът на Херман Бургер е насочен към социалните аутсайдери, които представя като достойни саможивци. Тази съдба Бургер споделя със своите герои – било като високо надарено творчески и същевременно много чувствително дете, което страда от крайно студеното отношение на майка му, било като измъчван от тежки депресии писател, за когото писането се превръща в животоспасяващ процес.
Маститият литературен критик Марсел Райх-Раницки, който подкрепя Херман Бургер от самото начало на творческия му път, пише няколко дни след смъртта му в прощален отзив: „Херман Бургер беше художник, който винаги се стремеше към съвършенство, без да се щади. Той бе човек с дълбок копнеж за щастие. Немската литература загуби с него един от най-оригиналните си майстори на словото.“

## Награди и отличия
- 1977: „Награда на Швейцарска Фондация „Шилер““ за отделна творба
- 1980: „Награда Конрад Фердинанд Майер“
- 1983: „Награда Фридрих Хьолдерлин на град Бад Хомбург“
- 1984: „Литературна награда на Ааргау“
- 1985: „Награда Ингеборг Бахман“
- 1986: Werkauftrag der Stiftung Pro Helvetia
- 1988: „Награда на Швейцарска Фондация „Шилер““ за цялостно творчество